# Pilar Castro
 (mai 2018).
Si vous disposez d'ouvrages ou d'articles de référence ou si vous connaissez des sites web de qualité traitant du thème abordé ici, merci de compléter l'article en donnant les références utiles à sa vérifiabilité et en les liant à la section « Notes et références ».
Pilar Castro (Madrid, 12 octobre 1970) est une actrice espagnole.
Elle étudie l'art dramatique dans l'atelier de Cristina Rota, et devient très populaire grâce à la télévision. 

## Filmographie
- Ovejas negras (1990), de José María Carreño.
- Les Histoires du Kronen (Historias del Kronen) (1995), de Montxo Armendáriz.
- Taxi (1996), de Carlos Saura.
- El ángel de la guarda (1996), de Santiago Matallana.
- El conductor (1998), de Jorge Carrasco.
- Casting (1998), de Fernando Merinero.
- Cuarteto de La Habana (1999), de Fernando Colomo.
- La mujer más fea del mundo (1999), de Miguel Bardem.
- Segunda piel (1999), de Gerardo Vera.
- Descongélate! (2003), de Dunia Ayaso et Félix Sabroso.
- Días de fútbol (2003), de David Serrano.
- La suerte dormida (2003), d'Ángeles González Sinde.
- Muertos comunes (2004), de Norberto Ramos del Val.
- El asombroso mundo de Borjamari y Pocholo (2004), de Juan Cavestany et Enrique López Lavigne.
- Los 2 lados de la cama (2005), d'Emilio Martínez Lázaro.
- Volver (2006), de Pedro Almodóvar.
- Los aires difíciles (2006), de Gerardo Herrero.
- Días de cine (2007), de David Serrano.
- Gente de mala calidad (2007), de Juan Cavestany.
- Siete minutos (2009)
- Gordos (2009)
- Julieta (2016), de Pedro Almodóvar.
- 2021 : Plus on est de fous de Paco Caballero : Claudia
- 2021 : Compétition officielle (Competencia oficial) de Mariano Cohn et Gastón Duprat :

### Court métrage
- Pulp Ration (Ración de pulpo) (1996), de José María Benítez.
- Making of 'Atraco' (1997), de Carlos Molinero.
- Cien maneras de hacer el pollo al txilindrón (1997), de Kepa Sojo.
- Road Movie (1997), de Norberto Ramos del Val.
- No sé, no sé (1998), d'Aitor Gaizka.
- Agujetas en el alma (1998), de Fernando Merinero.
- ¿Qué hay de postre? (2000), d'Helio Mira.
- Dos más (2001), d'Elias Leon Siminiani.
- Looking for Chencho (2002), de Kepa Sojo.
- Test (2007), de Marta Aledo et Natalia Mateo.
- 9 (2010), de Candela Peña.
- El premio (2011), d'Elías León Siminiani.

## Télévision
- Calle nueva (1997-1998)
- A las once en casa (1998)
- Al salir de clase (2000-2001)
- Maneras de sobrevivir (2005)
- La Famille Serrano (2007)
- Cuestión de sexo (2007-2009)
- Permis de vivre (2018-2020), série diffusée sur Netflix

## Prix
- Prix Goya, nomination pour à la meilleure actrice secondaire, 2009
- Unión de Actores meilleure actrice secondaire, 2009
- Festival de Málaga: Biznaga de Plata, meilleure actrice, 2008, 2011[1]